# Поєнарі (Горж)
Поєнарі (рум. Poienari) — село у повіті Горж в Румунії. Входить до складу комуни Бумбешть-Піцик.
Село розташоване на відстані 201 км на північний захід від Бухареста, 38 км на схід від Тиргу-Жіу, 90 км на північ від Крайови.

## Населення
За даними перепису населення 2002 року у селі проживали 782 особи, усі — румуни. Усі жителі села рідною мовою назвали румунську.